# Oleocantal

Oleocantal

El oleocantal es un compuesto orgánico natural aislado del aceite de oliva virgen extra. Es el responsable del sabor ligeramente picante de este tipo de aceite. 

## Etimología
Siguiendo las huellas de las pistas provistas por el ardor de garganta que produce el aceite de oliva virgen extra, los científicos evaluaron de modo sistemático las propiedades sensoriales de un compuesto químico anónimo que pensaron podía ser el responsable de la propiedad irritante de los aceites de oliva premium. Cuando los resultados confirmaron que la intensidad irritante de un aceite de oliva extra virgen estaba directamente relacionado con la cantidad del producto químico contenía, los investigadores nombraron al compuesto oleocantal (palabra formada  por oleo, proveniente del latín oleum, aceite de oliva, del griego élaion con el mismo significado; más la partícula canth, del latín acanthus, del griego ákantha que significa espina; y es sufijo al con el significado químico de aldehído.

## Descripción
El oleocantal es un éster del tirosol y su estructura química está relacionada con la oleuropeína, otro compuesto encontrado también en el aceite de oliva y con sus propios atributos farmacológicos.

## Atributos terapéuticos
Se ha descubierto en últimas investigaciones que el oleocantal posee propiedades antiinflamatorias y antioxidantes. Los efectos antiinflamatorios son iguales a los que presentan los fármacos del tipo AINEs (Antiinflamatorios No Esteroideos) clásicos como el ibuprofeno en virtud de suprimir, aunque no selectivamente, a la enzima ciclooxigenasa (COX). Se ha sugerido que el consumo a largo plazo de cantidades pequeñas del oleocantal del aceite de oliva puede ser responsable en parte por la baja incidencia de padecimientos cardíacos asociados con la dieta de los habitantes del Mediterráneo.
En el estudio llevado a cabo por un equipo de científicos de la Universidad de Rutgers en Nueva Jersey (EE. UU.) y del Hunter College de Nueva york (EE. UU.) que recoge la revista Molecular and Cellular Oncology, el oleocantal es capaz de matar las células del cáncer sin dañar las células sanas. Los expertos han descubierto que el oleocantal provoca la muerte de las células tumorales mediante la desestabilización de las membranas de los lisosomas, lo que conduce a la permeabilización de las membranas y a la liberación del contenido enzimático que provoca necrosis celular o apoptosis. Las células no tumorales presentan una elevada estabilidad en la membrana lisosomal. por lo que no ven comprometida su viabilidad. El proceso es extremadamente rápido ya que la muerte celular se observa 30 minutos tras el tratamiento (3).